# Nohuntsitk
Nohuntsitk, jedno od plemena Bella Bella Indijanaca koji su govorili dijalektom jezika heiltsuk, članom skupine kwakiutl, porodica wakashan. Nohuntsitki su živjeli uz Oweekeno Lake u kanadskoj provinciji Britanska Kolumbija, Edward S. Curtis ih locira na Neechantz river, as za njih kaže da zimu provode s plemenom Wikeno dok ljeti lutaju u kraju oko jezera Owekano (Oweekeno), gdje se danas nalaze 3 rezervata: Kitit # 1 (Oweekeno Village), Gidala #2 i Cockami #3. Identitet su vjerojatno izgubili s Wikeno Indijancima. Na ime ovog plemena asocira ime sela Nuhitsomk.

## Vanjske poveznice
- Bellabella Indians of Canada
- The Kwakiutl  Arhivirana inačica izvorne stranice od 5. ožujka 2016. (Wayback Machine)